# 伊利座堂
伊利圣三一座堂（英語：The Cathedral Church of the Holy and Undivided Trinity of Ely）是圣公会伊利教区的主教座堂，位于英格兰剑桥郡伊利。